# Conchobar mac Nessa
Conchobar mac Nessa, fill de Ness en la mitologia cèltica irlandesa, és el prototip de la reialesa cèltica de redistribució de la riquesa, que va treballar per a la prosperitat i equilibri del seu poble. Amb nombroses guerres, es va oposar a altres regnes d'Irlanda. La seva capital va ser Emain Macha.

## Biografia
Fill del druida Cathbad i de la reina Ness, va arribar a ser rei de l'Ulster gràcies a un truc de la seva mare: casada amb el rei Fergus mac Roeg, li va demanar el tron per al seu fill durant només un any. En finalitzar-lo, els habitants de l'Ulster van refusar el retorn de Fergus i Conchobar va assumir el seu paper de rei.
Es va casar amb quatre filles d'Eochaid Feidlech: Mumain, Aitenchaithrech Ethne, Clothra i Medb. Durant un viatge a l'altre món (el Sidh), amb la seva germana Dectera que li feia d'auriga, va concebre Cú Chulainn. A la mort de la seva posterior esposa Deirdre, decideix unir-se a Luaine, la qual és víctima d'una maledicció mortal del druïda Aithirne Ailgesach.
Conchobar tenia tres residències a Emain Macha:
- la Cróeb Ruad, on s'assentava el rei;
- la Cróeb Derg, on es guardaven els trofeus de les batalles i
- la Téte Brecc, on s'emmagatzemaven les armes dels guerrers.

### Mort
Conchobar va ser assassinat com a resultat d'una ferida infligida pel guerrer Cet mac Máach de Connacht. Cet havia robat un dels trofeus de la Batalla de l'Ulster, el cervell petrificat de Mesgegra, rei de Leinster, i li dispara des del seu mandró fins a incrustar-lo al cap de Conchobar; aquest fet es creu que va tenir lloc a Horseleap, ciutat situada en el comtat d'Offaly. Els metges van ser incapaços d'eliminar de Conchobar, el cervell petrificat; van cosir la ferida i van dir al rei que podria sobreviure, sempre que no s'emocionés o fes grans esforços. Set anys més tard, passats d'una manera raonablement pacífica, se li va parlar a Conchobar de la mort de Crist, i es va enfadar tant, que el cervell va esclatar en el seu cap, i va morir. La sang de la ferida el va batejar com a cristià, i la seva ànima va anar al cel. Encara que aquest relat de la seva mort ha estat cristianitzat, també té fortes similituds amb el mite escandinau de Thor, que lluita contra Hrungnir, cosa que suggereix o bé un origen comú dels dos episodis o una influència de l'època dels nordicogaèlics a Irlanda.